# Alabandina
La alabandina es un mineral de la clase de los minerales sulfuros, y dentro de esta pertenece al llamado “grupo de la galena”. Fue descubierta en 1832 en la antigua ciudad de Sacaramb en Hunedoara (Rumanía), siendo nombrada así por su supuesto descubrimiento en la ciudad de Alabanda (Turquía). Un sinónimo poco usado es alabandita.

## Características químicas
Es un sulfuro anhidro de manganeso. Muy parecido estructuralmente a otros minerales sulfuros del grupo de la galena al que pertenece. Es dimorfo con la rambergita, de igual fórmula química pero que en vez de isométrico cristaliza en el sistema cristalino hexagonal.
Además de los elementos de su fórmula, suele llevar como impurezas: hierro, magnesio y cobalto.
Se derrite al fuego y se vitrifica por lo que algunos la tienen por especie de vidrio y se sirven de ella en la fábrica de vidrios y cristales para purificarlos de la tintura y verdoso que suelen sacar.

## Formación y yacimientos
Puede formarse en grandes cantidades en vetas de sulfuros polimetálicos epitérmicas y especialmente en yacimientos de minerales del manganeso de baja temperatura.
Es un componente inusual de gran número de meteoritos.
Suele encontrarse asociado a otros minerales como: galena, calcopirita, esfalerita, pirita, acantita, telurio, rodocrosita, calcita, rodonita o cuarzo.

## Usos
Puede ser extraído como mena del metal manganeso.